# Herrängen
Herrängen est un quartier du district Hägersten-Älvsjö à Stockholm en Suède.

## Situation
Herrängen est un quartier de Söderort qui est bordé par les quartiers de Fruängen, Långbro et Långsjö ainsi que par Snättringe et Segeltorp dans la commune d'Huddinge.
Herrängen tire son nom du Herrängens gård, qui a été construit à la fin du XVIIIème siècle.

## Histoire
Le développement du quartier commence lorsque J.E. Lignell acquiert la propriété Herrängen en 1901. 
En 1908, le domaine devient la propriété de la société immobilière Billiga Tomters. 
Le développement immobilier s'est déroulé à un rythme lent, principalement en raison des mauvaises liaisons de transport avec le centre-ville de Stockholm. 
En 1913, à peine 100 personnes vivaient dans le quartier. 
Dès 1905, la ville de Stockholm avait reçu une offre d'acquisition des terres de la ferme d'Herrängen, mais elle avait décliné. 
Ce n’est qu’en 1930 que Stockholm achète ce qui reste. 
Ensuite, une liaison en bus vers Södermalm a été organisée..

## Bâtiments
Au cours des années 1920, environ quatre-vingts villas furent construites, principalement à Långsjön et autour de Herrängens gård. 
La plupart des villas ont été construites dans les années 1940 et 1950. 
Celles-ci ont été construites par les propriétaires eux-mêmes, grâce à leur propre travail, mais avec les instructions et les matériaux fournis par la ville. 
Au début des années 1950, quelques maisons de ville furent également construites. 
Pour le nombre croissant d'enfants, l'école de Herrängen a été construite en 1955 au Konvaljestigen 15, dans l'actuelle Älvsjö. 
L'école a été conçue par l'architecte Folke Löfström. Après les années 1980 et 1990, les villas et chalets d'été les plus anciens ont été démolis et des villas préfabriquées modernes ont été mises en place.

## Galerie

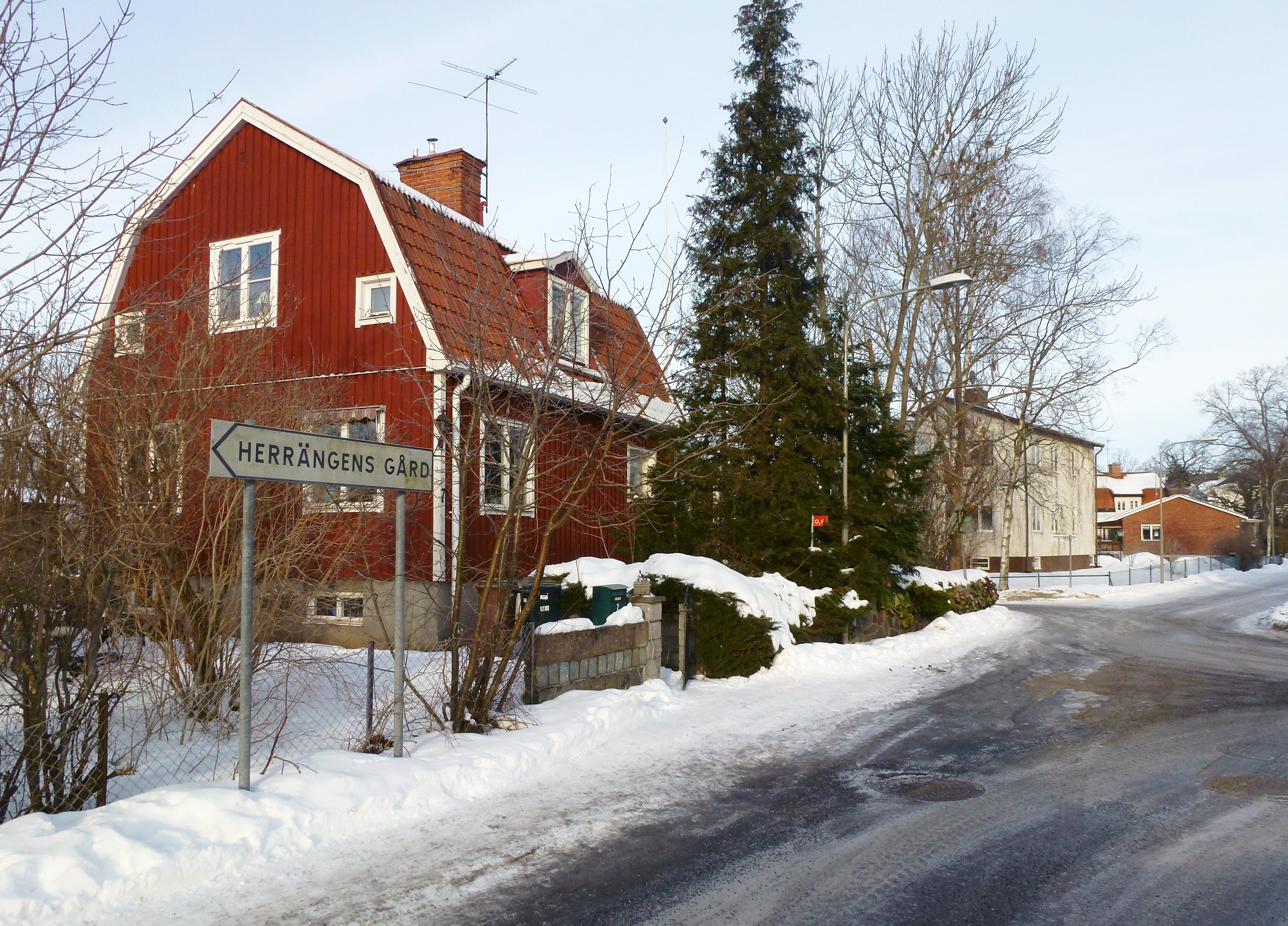
Norrhagsvägen.
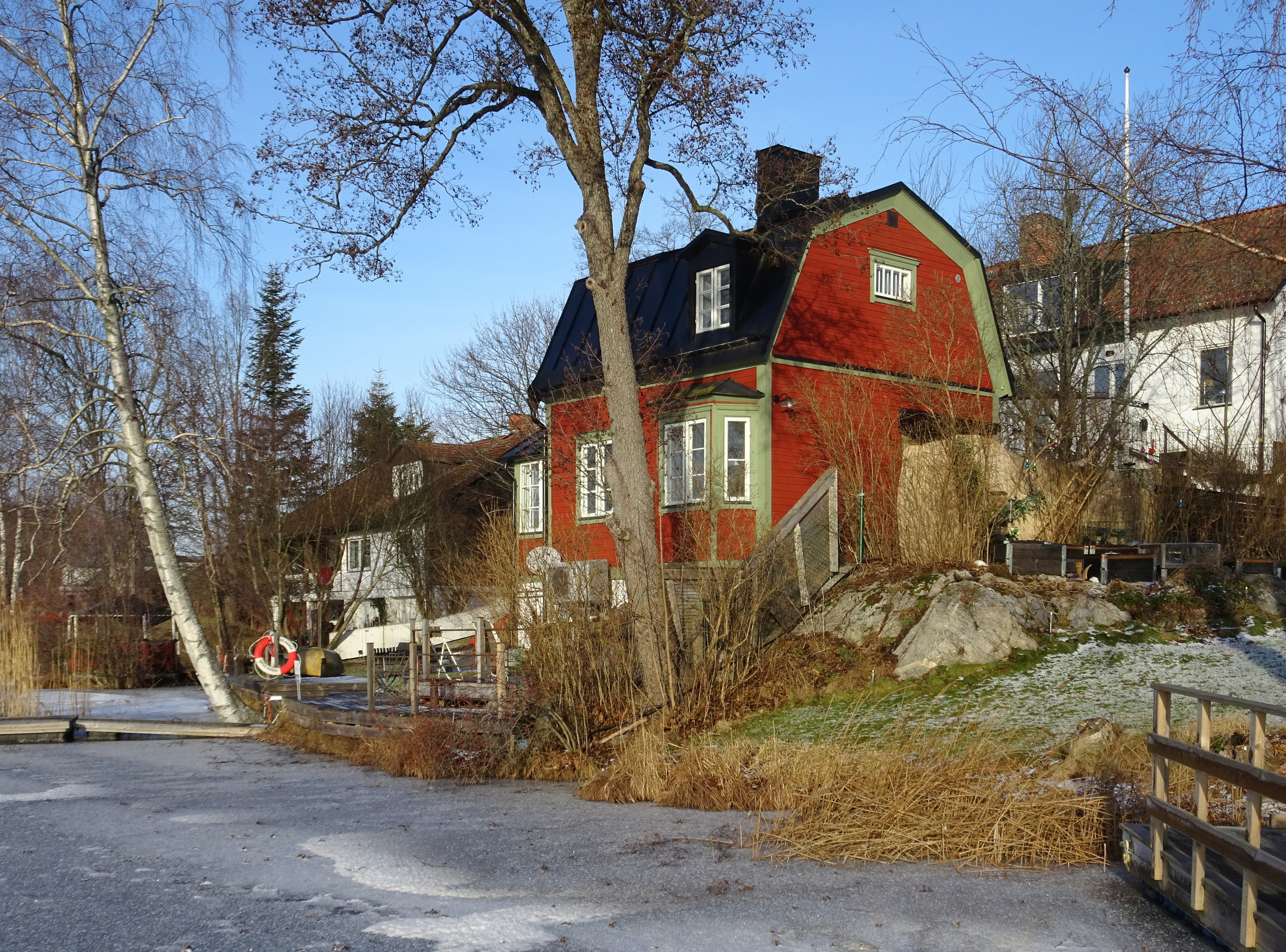
Villa dans l'Îlot de Säckpipan près de Långsjön.
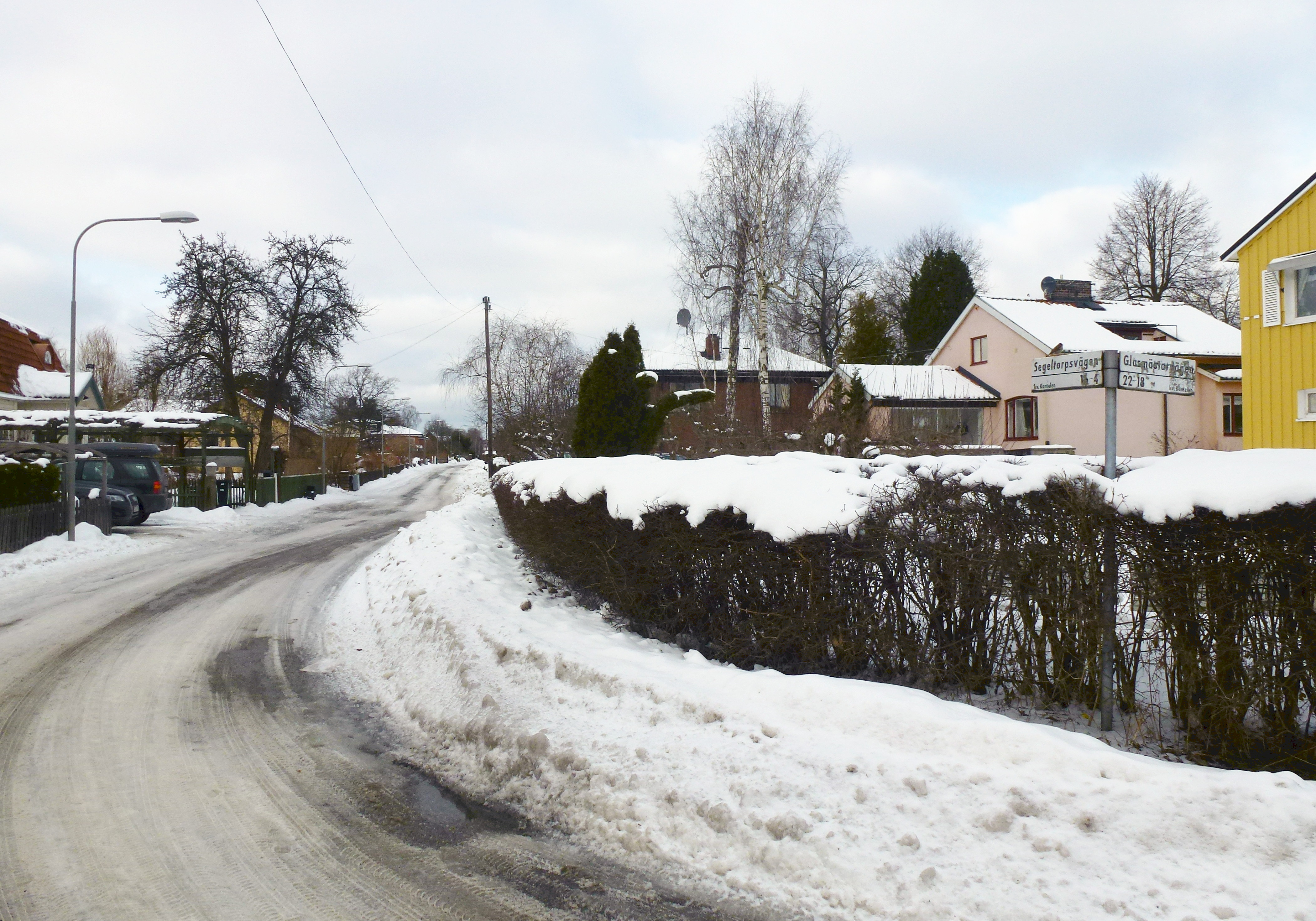
Segeltorpsvägen vers le nord-ouest.
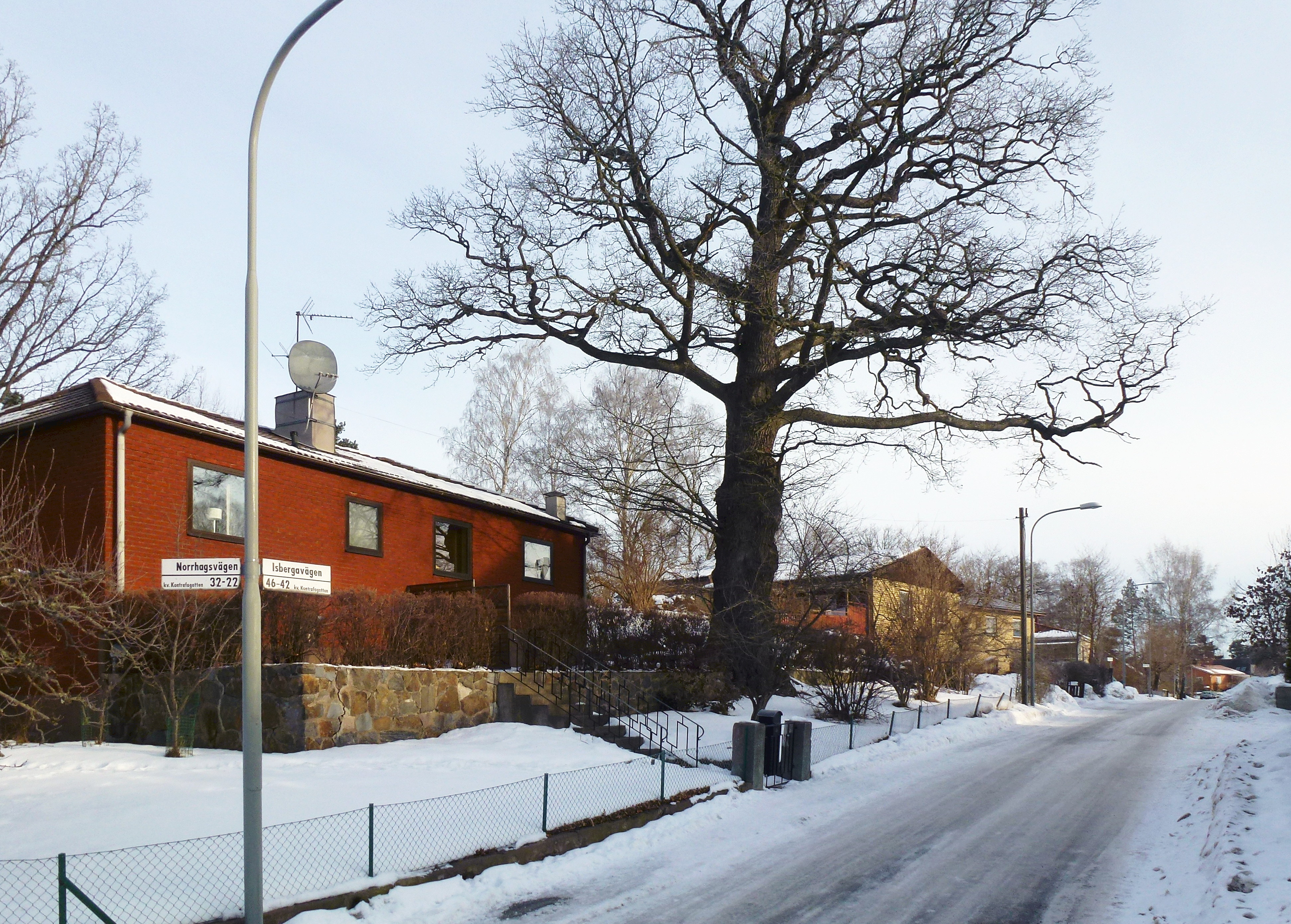
Isbergavägen.